# Фетальная хирургия
Фетальная хирургия — раздел хирургии, объектом которого является плод в утробе матери. Операции на плодах проводятся в случаях, когда антенатальная коррекция состояния может улучшить исходы для здоровья и жизни новорождённых.

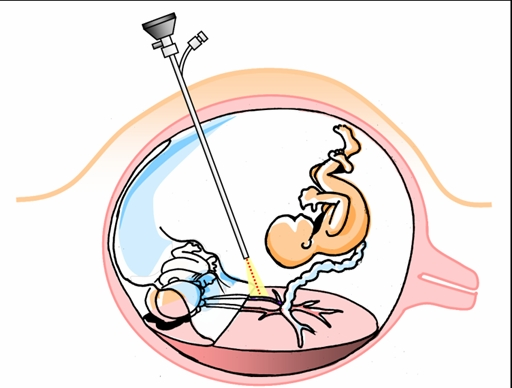
Фетоскопия и лазерная абляция анастомозов при СФФТ

## Типы доступов
Существуют два основных типа доступа: открытый (с рассечением брюшной стенки и матки) и фетоскопический (доступ к органам плода при помощи эндоскопа). В целом на сегодняшний день намечается тенденция к более широкому использованию фетоскопического доступа по сравнению с открытым. Показания к применению каждого из доступов различны, и один не может в полной мере заменить другой.

## Показания
Преимущественно показанием для хирургических вмешательств являются проблемы монохориальных двоен. Эффективность фетоскопической лазерной хирургии при синдроме близнецовой трансфузии по сравнению с консервативными мероприятиями достоверно выше (1-й уровень доказательности). Все чаще показаниями для вмешательств становятся диафрагмальные и мозговые грыжи, а также необходимость в вальвулопластике с применением пункционной методики .

## Риски
Нарушение маточно-амниотического барьера сопровождается потенциальными рисками, такими как риск преждевременных родов, реже — инфицирования, отслойки плаценты и разрыва матки. Из-за наличия риска для матери и плода Международным обществом фетальной медицины и хирургии разработаны критерии для применения такого рода вмешательств: наличие точного диагноза и прогноза; отсутствие эффективных методов лечения заболевания после рождения; наличие экспериментальных данных об эффективности вмешательства во внутриутробном периоде и его безопасности.

## Открытая хирургия плода
Открытые хирургические вмешательства осуществляют под общим обезболиванием, поскольку анестетики угнетают сократительную способность матки. Плоду дополнительно могут вводить анальгетики и анестетики. Доступ в матку осуществляется путём широкой лапаротомии, края раны на матке клипируют для предотвращения кровотечения. Плод частично обнажается и выводится в рану, во время операции осуществляют мониторирование его состояния. После операции пациентку наблюдают в палате интенсивной терапии, при этом проводят массивный токолиз, который в настоящее время редко сопровождается побочными эффектами. Пациенток выписывают из стационара в течение недели. Родоразрешение проводят путём операции кесарева сечения из-за угрозы разрыва матки. Миеломенингоцеле является наиболее частым показанием в настоящее время. Врождённая кистозная аденоматозная дегенерация лёгкого и крестцово-копчиковая тератома среди показаний в настоящее время фигурируют реже, хотя исторически эту патологию лечить у плодов стали раньше .

## Фетоскопическая хирургия
Изолированная врождённая диафрагмальная грыжа
50 % случаев врождённой диафрагмальной грыжи у плода являются изолированным единственным пороком, причём чаще поражение левостороннее. Этот дефект возможно исправить оперативно после рождения. Проблема состоит в том, что вероятно развитие гипоплазии лёгочной ткани, которая в 30—40 % приводит к гибели ребёнка из-за вентиляционных нарушений и лёгочной гипертензии .
Современным методом фетальной хирургии, улучшающим исходы для новорождённых, является баллонная окклюзия трахеи. Окклюзия трахеи плода латексным баллоном нарушает отток жидкости из лёгких, способствует растяжению лёгких, усиленному росту воздухоносных путей и сосудов. Многоводие и разрыв плодных оболочек являются наиболее распространёнными осложнениями, но они встречаются довольно редко. Баллон обычно удаляют на 34-й неделе или при фетоскопии, или при пункции под контролем УЗИ, что стимулировало созревание лёгкого и создавало условия для родоразрешения через естественные родовые пути. Большинство пациенток рожают после 34-й недели беременности (в среднем на 36-й неделе). Выживаемость детей выше при дородовом извлечении баллона по сравнению со случаями извлечения баллона после родов (83 % против 33 %). Увеличение размеров лёгких и их объёмов после рождения является благоприятным прогностическим признаков выживания. Плоды с большим размером лёгких до рождения имеют лучшие шансы.
Синдром близнецовой трансфузии и фетоскопическая лазерная коагуляция 
Синдром близнецовой трансфузии развивается у 5—10 % двоен. Состояние проявляется трансфузией крови от близнеца-донора, у которого развиваются гиповолемия, олигоурия и маловодие, к близнецу-реципиенту, у которого развиваются гиперволемия, полиурия и многоводие. У последнего формируются перегрузка объёмом и водянка. Это приводит к появлению некоторых характерных эхографических признаков, которые используют в диагностике. Диагноз требует обнаружения олигурического маловодия (наибольшая глубина пакета менее 2 см) у одного плода, а также полиурического многоводия у близнеца. Заболевание считают прогрессирующим с очень плохим исходом (85 % потери беременности) в отсутствие лечения. УЗ-признаки неравномерного распределения вод между плодами, а также аномальные показатели кровотока в артерии пуповины при допплерометрии (чаще у донора) или в вене пуповины (чаще у реципиента) при наличии или отсутствии признаков водянки плода являются основой описательной системы Quintero оценки тяжести синдрома.
Поскольку считается, что состояние развивается из-за формирования особых анастомозов в сосудах, которые располагаются на поверхности плаценты, наиболее обоснованным подходом является обнаружение и лазерная абляция всех таких сосудов при фетоскопии. Имеются различия в технике выполнения операции, вмешательство также выполняют с различной степенью селективности. Идеально плацента после аблации должна стать «бихориальной», то есть не должна содержать сосудов с анастомозами .
Эндоскопическая окклюзия пуповины под УЗ-контролем
Дети из монохориальных двоен чаще имеют пороки развития и чаще дискордантны по ним (80 %). Они также могут быть дискордантны по анеуплоидии. Чтобы дать возможность родиться здоровому ребёнку из двойни, предпочтительно выполнять редукцию больного плода. Другим осложнением у двоен является так называемый синдром «плода без сердца» или синдром реверсивной артериальной перфузии. Функционально кровоток у аномального плода осуществляется за счёт сердечной деятельности здорового, при этом есть риск развития сердечной недостаточности у последнего и водянки примерно в 50 % случаев. Процедура редукции обычно включает внутрикардиальное введение раствора хлорида калия, что невозможно у монохориальных двоен. Поэтому артериальный и венозный кровоток прерывается путём биполярной коагуляции. Процедура может быть выполнена через иглы диаметром 14—18 g. Выживаемость второго плода при биполярной коагуляции пуповины даёт 78—84 %.